# Zesdaagse van Groningen
De zesdaagse van Groningen is een zes dagen durende wielrenwedstrijd die in de jaren 70 vier keer is georganiseerd. Er bestonden plannen om deze wedstrijd in 2004 nieuw leven in te blazen, maar dat is er niet van gekomen.

## Geschiedenis
In navolging van andere plaatsen waar de zesdaagse een succesvol evenement was besloot men dit ook in Groningen te proberen. De organisatie werd in handen gegeven van Charles Ruys, die meer met dit bijltje had gehakt.
In 1970 en 1971 werd het evenement met enig succes gehouden in de Martinihal, maar in 1972 was de publieke belangstelling zo minimaal dat het eindsaldo negatief was.
In 1979 deed Ruys nog eenmaal een poging maar deze wedstrijd is nooit officieel als 'zesdaagse' in de boeken gekomen omdat het evenement was geïntegreerd in een zogeheten Topsportweek, Topsport '79 genaamd, waarin ook basketbal en atletiek waren te zien.
Ook nu liet het publiek het massaal afweten en dat betekende de nekslag voor de Groninger zesdaagse.

## Winnaars
- 1970 - Peter Post en Jan Janssen (beiden Nederland)
- 1971 - Klaus Bugdahl en Dieter Kemper (beiden West-Duitsland)
- 1972 - Klaus Bugdahl en Dieter Kemper
- 1979 - René Pijnen - Wilfried Peffgen (Nederland/West-Duitsland)